# Polemarchos von Nikomedien
Polemarchos von Nikomedien († 131/130 v. Chr. in Athen) war ein antiker griechischer Philosoph im Zeitalter des Hellenismus. Von 137/136 bis 131/130 v. Chr. fungierte er als Scholarch (Schuloberhaupt) der Platonischen Akademie, der von Platon gegründeten Philosophenschule in Athen.
Bis 137/136 v. Chr. leitete Karneades die Akademie. Dieser Gemeinschaft lehrender und lernender Philosophen gehörte auch Polemarchos von Nikomedien an. Karneades gehörte zu der damals bei den Platonikern herrschenden Richtung, die als „jüngere Akademie“ bezeichnet wird. Sie unterscheidet sich von der „älteren Akademie“ durch den von ihr vertretenen Skeptizismus, den prinzipiellen Zweifel an der Beweisbarkeit philosophischer Aussagen. Polemarchos von Nikomedien war als akademischer Skeptiker darin geübt, widerstreitende Positionen einzunehmen und zu verteidigen. Über Einzelheiten seiner Lehre oder Schriften ist nichts bekannt.
Bis ins Jahr 2019 wusste man nichts von der Existenz des Polemarchos von Nikomedien. Aufgrund mehrerer Fehlrekonstruktionen in einem Papyrus, der Fragmente des Index Academicorum des Philodemos von Gadara enthält, ging man fälschlicherweise davon aus, dass der Name von Karneades’ Nachfolger ebenfalls Karneades laute und dieser Philosoph ein Sohn eines Polemarchos sei. Daher wurde er als Karneades der Jüngere bezeichnet. Man vermutete gar, dass er mit dem berühmten Philosophen Karneades verwandt war. Karneades der Jüngere hat aber niemals existiert, vielmehr war Polemarchos von Nikomedien der tatsächliche Nachfolger des Karneades.
137/136 musste Karneades die Leitung der Schule aus Gesundheitsgründen abgeben; angeblich war er erblindet. Er übergab Polemarchos das Amt des Scholarchen, behielt aber möglicherweise dank seiner Autorität Einfluss in der Akademie. Polemarchos leitete die Schule bis zu seinem Tod (131/130). Sein Nachfolger wurde Krates von Tarsos. Der namhafteste Schüler Karneades’, Kleitomachos, gehörte damals der Akademie nicht mehr an, sondern leitete eine eigene Philosophenschule in Athen. Erst 129/128 kehrte er in die Akademie zurück.